# Mitchell Rales
Mitchell Rales, född 1956, är en amerikansk affärsman och konstsamlare. Han var varit engagerad i det av honom delägda investmentbolaget Danaher Corporation sedan 1983. 
Mitchell Rales är en av fyra söner till affärsmannen Norman Rales och Ruth Rales och växte upp i Bethesda, Maryland. Han utbildade sig på Miami University i Oxford, Ohio, med examen i naturvetenskapliga ämnen 1978. Han arbetade först i faderns fastighetsbolag och grundade 1979 Equity Group Holdings tillsammans med sin bror Steven M. Rales. De utfärdade junk bonds och köpte ett antal företag. Bolaget namnändrades till Danaher Corporation 1984.
I maj 2008 börsintroducerades Colfax Corporation, en industripumptillverkare baserad i Richmond i Virginia, vilket startats av bröderna Rales investmentbolag 1995.
Mitchell Rales var i sitt första äktenskap gift med Lyn Goldthorp Rales och är i sitt andra äktenskapet 2008 gift med Emily Wei Rales (född 1976).
Tillsammans med hustrun Emily Wei Rales grundade han 2012 Glenstone Museum, ett privat museum för samtida och modern konst, som ligger i Potomac i Maryland, i närheten av Washington D.C. i USA.